# Finnmarksvidda
Finnmarksvidda (severnosamijsko Finnmárkkoduottar) je največja norveška planota s površino večjo od 22.000 kvadratnih kilometrov. Planota leži približno 300 do 500 metrov nad morsko gladino. Približno 36 % nekdanjega okrožja Finnmark leži na Finnmarksvidda.

## Geografija
Od občine Alta na zahodu do polotoka Varanger na vzhodu se razteza približno 300 kilometrov, vsaj toliko je široka od severa proti jugu in sega na Finsko. Jugovzhodni del planote varuje narodni park Øvre Anárjohka. 1409 kvadratnih kilometrov velik park je bil odprt leta 1976.
Nekatera jezera v Finnmarksviddi so morda ostanki propadlih pingov, ki so se razvili v hladnih obdobjih zadnje deglaciacije. Pingo so hribi z ledenim jedrom znotraj permafrosta, visoki 3–70 m in s premerom 30–1000 m. Običajno so stožčaste oblike ter rastejo in vztrajajo samo v okoljih permafrosta.

### Narava
Planota vključuje obsežne brezove gozdove, borove planote, barja in ledeniško oblikovana jezera. Finnmarksvidda leži severno od arktičnega kroga in je najbolj znana kot dežela nekoč nomadskega ljudstva Sami in njihovih čred severnih jelenov. Njihova zavetišča v tundri še vedno uporabljajo pozimi.

### Podnebje
Finnmarksvidda, ki leži v notranjosti okrožja, ima subarktično podnebje z najnižjimi zimskimi temperaturami na Norveškem: najnižja kdaj koli zabeležena temperatura je bila −51,4 °C v Karasjoku 1. januarja 1886. Podnebje Kautokeina (307 m) predstavlja podnebje planote.